# Pilar Belzunce de Carlos

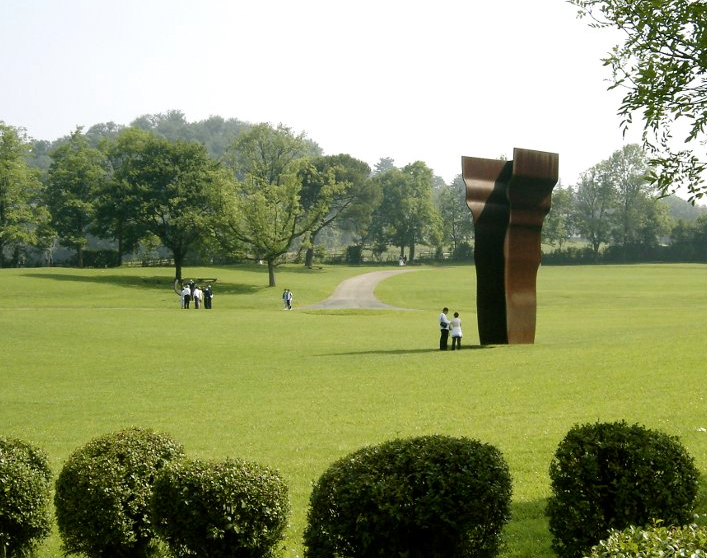
Buscando la luz IV. Eduardo Chillida. Museo Chillida-Leku en Hernani, provincia de Guipúzcoa - Guipúzcoa

Pilar Belzunce de Carlos (Ilolío, Filipinas, 9 de octubre de 1925–San Sebastián, 4 de julio de 2015), más conocida como Pilar Belzunce, fue una mecenas española, cofundadora de la Fundación Eduardo Chillida y Pilar Belzunce y del Museo Chillida-Leku.

## Biografía
Nació en una familia numerosa originaria de Estella, en Navarra. El padre tenía plantaciones de azúcar en Filipinas, tras lo cual volvió a España y se asentó en San Sebastián, en una casa frente a la de la familia Chillida. Allí conoció Belzunce a Eduardo Chillida cuando ella contaba catorce años y él dieciséis, y a partir de entonces realizaron su vida juntos; se comprometieron cuando ella tenía dieciocho y se casaron cuando tenía veinticinco. Desde muy pronto llegaron a un acuerdo, en el que él se dedicaría por completo a desarrollar su faceta artística y ella se ocuparía de todos los asuntos prácticos. Así fue durante los 60 años de convivencia, hasta la muerte de él.
A lo largo de su vida, Belzunce, que mantuvo siempre un carácter resolutivo y una fe completa en el talento de Chillida, se dedicó a ser su soporte práctico y a liberar a su esposo de todo lo que pudiera distraer su atención de la creación artística. Esto incluyó el apoyarle, darle seguridad en períodos de desánimo, allanar todas las dificultades de su desarrollo profesional, acompañarle en todos sus viajes, además de atender a los ocho hijos que tuvo la pareja. Trató los temas económicos con Aimé Maeght, de la Fundación Maeght, propietario de la mejor galería de París en los 50, quien ayudó a Chillida en sus comienzos en la ciudad francesa. Belzunce guardaba todos los trabajos y dibujos de Chillida e incluso los que iban destinados a la papelera. Con el tiempo y tras el éxito artístico del escultor, el trabajo organizativo hizo de su tarea "algo más que la sombra" de Eduardo Chillida.

## Obra
En 1984 visitó la pareja una antigua finca del siglo XVI en Hernani, el caserío de Zabalaga, y al año siguiente la compró. El lugar y la casona se encontraban en muy mal estado, el casería casi en ruinas, y la pareja lo diseñó y lo estuvo arreglando durante 17 años hasta convertirlo en el museo Chillida-Leku, inaugurado el 16 de septiembre de 2000, un espacio donde el público pudiera contemplar las esculturas de Chillida al aire libre y difundir y exhibir su trabajo.
Constituyeron la Fundación Eduardo Chillida y Pilar Belzunce, inscrita en el año 2000, con el objetivo de promover y profundizar en el conocimiento de la obra artística del escultor, así como facilitar el análisis y estudio de su obra a través de los archivos de la propiedad de ambos. Dos años más tarde falleció Chillida. Siendo ya viuda Belzunce y Patrona única de la Fundación, se modificaron los estatutos con objeto de ampliar los objetivos a la difusión turística y cultural del ya constituido museo Chillida-Leku, y además potenciar y difundir cultural y turísticamente Guipúzcoa y Euskadi mediante actividades culturales sobre temas autóctonos. Desde entonces se realizan en el museo exposiciones, como Miró en Zabalaga en la relación con Joan Miró, en colaboración con otras instituciones y acuerdos con fundaciones culturales, como Iberdrola España, la Fundación Pilar y Joan Miró, la Colección BBVA, el Centro Botín y colecciones privadas.
Falleció en San Sebastián y sus cenizas se enterraron, junto a las de su marido, en el Museo Chillida-Leku.

## Reconocimientos
El museo Chillida-Leku, abierto tras la gestión con la galería suiza Hauser & Wirth en 2017, le dedicó la sala “Pilar Belzunce”.
El libro de la periodista Begoña Aranguren, La mujer en la sombra. La vida junto a los grandes hombres, le dedica uno de sus diez capítulos.